# ۵٬۷-دی‌هیدروکسی‌تریپتامین
۵،۷-دی‌هیدروکسی‌تریپتامین (به انگلیسی: 5,7-Dihydroxytryptamine) با فرمول شیمیایی C۱۰H۱۲N۲O۲ یک ترکیب شیمیایی با شناسه پاب‌کم ۳۵۷۸۱ است. که جرم مولی آن ۱۹۲٫۲۱۴ می‌باشد. 